# マリー＝クリスティーヌ・バロー
マリー＝クリスティーヌ・バロー（Marie-Christine Barrault, 1944年3月21日 - ）は、フランスの女優。

## 略歴
フランス、パリ生まれ。
フランスの俳優ジャン＝ルイ・バローと、その妻で女優のマドレーヌ・ルノーの姪にあたる。
フランス国立高等演劇学校にて演劇を学んだ。
1975年の『さよならの微笑』はアメリカでも高く評価され、アカデミー主演女優賞にノミネートされた(『さよならの微笑』はのちにハリウッドでもイザベラ・ロッセリーニ、テッド・ダンソン主演の『今ひとたび』としてリメイクされた)。
最初の夫で映画プロデューサーのダニエル・トスカン・デュ・プランティエとの間に2子（ダヴィッド、アリアンヌ）あり。
1990年、映画監督ロジェ・ヴァディムと結婚。1991年にはヴァディム演出でバーナード・スレイド作《セイム・タイム、ネクスト・イヤー》 Même heure l'année prochaine をヴィクトル・ラヌーと共演。その後、ヴァディム監督のテレビ映画にも次々と主演。1994年にはゆうばり国際ファンタスティック映画祭の審査員のため二人で来日した。また、プーランク作曲《ぞうのババール》など演奏会の語り部も始め、公演にはヴァディムもよく来場していた。

## 主な出演作品

### 映画
| 公開年 | 邦題 原題                                                    | 役名                     | 備考                                                          |
| ------ | ------------------------------------------------------------ | ------------------------ | ------------------------------------------------------------- |
| 1969   | モード家の一夜 Ma nuit chez Maud                             | フランソワーズ           |                                                               |
| 1970   | Le Distrait                                                  | リサ                     |                                                               |
| 1972   | 危険な来訪者 Les intrus                                      | フランソワーズ           |                                                               |
| 1972   | 愛の昼下がり L'Amour l'après-midi                            | 夢の中の女               |                                                               |
| 1975   | さよならの微笑 Cousin, cousine                               | マルト                   |                                                               |
| 1978   | 恐怖の魔力/メドゥーサ・タッチ The Medusa Touch               | パトリシア               | TV放映後、DVD発売                                             |
| 1978   | 野望の王国 L'État sauvage                                    | ロランス                 | 2016年TV5MONDEで放映                                          |
| 1978   | 聖杯伝説 Perceval le Gallois                                 | グィネヴィア             | エリック・ロメール作品                                        |
| 1979   | Femme entre chien et loup                                    | リーヴ                   | アンドレ・デルヴォー作品                                      |
| 1980   | 愛の翼／マ・シェリ Ma chérie                                 | ジャンヌ                 | 「秋の洋画まつり」で招待上映後、お蔵入り                      |
| 1980   | スターダスト・メモリー Stardust Memories                     | イゾベル                 |                                                               |
| 1981   | L'Amour trop fort                                            | ローズ＝マリー           |                                                               |
| 1982   | 5人のテーブル Table for Five                                 | マリー                   |                                                               |
| 1983   | ドイツの恋 Eine Liebe in Deutschland                         | マリー                   |                                                               |
| 1984   | スワンの恋 Un amour de Swann                                 | ヴェルデュラン夫人       |                                                               |
| 1985   | Le Soulier de satin                                          | 月                       | マノエル・ド・オリヴェイラ監督                                |
| 1985   | Le Pouvoir du mal                                            | シルヴィー               | クシシュトフ・ザヌーシ監督                                    |
| 1987   | 背徳の女/地獄を見た女たち Le jupon rouge                     | マニュエラ               | VHSスルー                                                     |
| 1988   | 黒の過程 L'Œuvre au noir                                     | Hilzonde                 |                                                               |
| 1988   | 檻の中の熱い吐息 Prisonnières                                | Dessombes                | VHSスルー                                                     |
| 1988   | 欲望のトライアングル Sanguines                               | ネディエ                 | VHSスルー                                                     |
| 1989   | モントリオールのジーザス Jésus de Montréal                   | マダム・ファミューズ     |                                                               |
| 1990   | 宮廷円舞曲 Dames galantes                                    | Jacquette de Bourdeille  |                                                               |
| 1994   | Bonsoir                                                      | マリー                   |                                                               |
| 1996   | Mon père avait raison                                        | ジェルメーヌ・ベランジェ | テレビ映画 ロジェ・ヴァディム監督 原作戯曲サシャ・ギトリ      |
| 1997   | 華麗なるアゼラック家の人々 Le Grand Batre                    | テレーズ                 | テレビ映画                                                    |
| 2000   | Azzurro                                                      | エリザベス               |                                                               |
| 2007   | ソフィー・マルソーの 過去から来た女 La Disparue de Deauville | メラニー                 |                                                               |
| 2012   | 手をのばした先に～愛と憎悪の矛先 La main passe               | ソフィー・マレスコ       | テレビ映画 TV5MONDEで放映                                     |
| 2013   | わたしの名前は… Je m'appelle Hmmm...                         | 祖母                     | アニエス・トゥルブレ作品 第14回東京フィルメックス特別招待作品 |